# 桥驿镇
桥驿镇地处湖南省长沙市望城区东北部，为望城区湘江以东五镇之一，处在望城区、汨罗市、长沙县和开福区四区县交汇处。地缘上东北部与汨罗市高家坊镇、长沙县北山镇接壤，东南部与开福区青竹湖镇、捞刀河镇接邻，西南部与丁字镇交接，西北部与茶亭镇相连。镇域总面积103平方公里，总人口36834人（2002年）；政府驻桥头驿社区。

## 历史
今桥驿镇地域1951年属于合民、力田、全复、青驿等乡。
- 1958年属桥驿人民公社。
- 1961年7月分设桥驿、杨桥公社，属霞凝区。
- 1964年4月自杨桥公社划出4个大队建立黑糜峰林场，同年10月黑糜峰林场改为林业公社。
- 1984年分别改称为桥驿乡、杨桥乡和黑糜峰乡。
- 1995年5月23日，桥驿乡更名为桥驿镇。
- 1995年撤区併乡镇，杨桥乡、黑峰乡并入桥驿镇。
- 2002年全镇辖34个村。2004年村级区划调整，调整之前有1个社区、34村。

| 2002年丁字镇行政区划（社区和村）                                                       | |
| 2002年，全镇辖34个村、429个村民小组，共计10554户，总人口36834人，其中农业人口35303人。 | |
| 项目                                                                                   | 单位详列 |
| 34个村                                                                                 | 白石村、白云村、保善团村、丁家村、洞阳村、风梅坳村、峰北村、复兴村、洪家村、湖西村、江家山村、龙王石村、马安村、马号村、民福村、民望村、农恢村、农力村、滂田垅村、千谷村、桥驿村、群力村、沙田村、寿字石村、双塘村、田伽村、田坪村、同福寺村、五一村、下湾村、杨桥村、月塘村、张公村和中心村 |

## 现行行政区划
下辖16个行政村1个社区，分别为
桥头驿社区、峰北村、联合村、洞阳村、沙田村、民望村、杨桥村、群力村、力田村、洪家村、白石村、永丰村、民福村、龙塘村、禾丰村、丁家村和马安村。

## 交通
- 京广铁路：桥头驿站